# Paperopoli
Paperopoli (in inglese Duckburg, nelle prime edizioni italiane era chiamata Paperinopoli o Paperlandia) è, insieme a Topolinia, una delle due immaginarie città in cui sono ambientate le storie a fumetti della Disney. Venne ideata da Carl Barks ed esordì sulla rivista Walt Disney's Comics and Stories nella storia del 1944 Paperino equilibrista.
Paperopoli è situata nel Calisota, uno Stato immaginario degli Stati Uniti d'America presumibilmente corrispondente alla California del nord. Qui risiedono Paperino, Qui, Quo e Qua e gli altri personaggi della "banda dei paperi" come Paperina e Paperon de' Paperoni.
È presente anche nelle serie animate televisive statunitensi DuckTales - Avventure di paperi e DuckTales e nel film animato Zio Paperone alla ricerca della lampada perduta.

## Caratterizzazione
Nella lunga storia editoriale della serie a fumetti ambientata a Paperopoli, i vari autori hanno dato una rappresentazione della città e dei suoi elementi caratteristici che, seppur presentando delle differenze stilistiche, è sostanzialmente rimasta costante nel tempo.
Tuttavia, già all'interno della produzione di storie dello stesso Barks la città si evolve, passando da piccolo centro di provincia a fiorente metropoli, soprattutto dopo la crescita di importanza del personaggio di Paperone, vero cuore economico della città, a partire da storie come Paperino e la clessidra magica (1950) in cui per la prima volta si ammira una veduta dall'alto del porto e dei grattacieli.
Nelle storie italiane Paperopoli è stata spesso rappresentata, perlomeno fino alla fine degli anni settanta, ancora come una cittadina di medie dimensioni; solo in seguito, grazie anche a grandi disegnatori come Massimo De Vita o Marco Rota, che recuperano l'idea di metropoli negli anni ottanta, essa inizia a venire costantemente illustrata come una città moderna fino a divenire poi, a partire dal 1996 con PKNA, ormai arricchita di grattacieli e di edifici altamente futuristici.
Luoghi tipici che nel corso della decennale vita della serie a fumetti sono stati rappresentati dai diversi autori con differenze più o meno marcate sono:
- il fiume Tulebug che la attraversa ed è superato da almeno un ponte sospeso; il fiume è quasi sempre presente, ma a chiamarlo Tulebug fu Barks e il nome verrà ripreso stabilmente solo dopo il 2000;
- il deposito di Paperone sulla collina Ammazzamotori[7][8], per la prima volta visibile in Paperino e la ghiacciata dei dollari (1951);
- il palazzo di Rockerduck, che assume forme sempre diverse ma già con Giorgio Cavazzano iniziò a essere disegnato come un vero grattacielo;
- il municipio; nella piazza antistante, la statua del fondatore Cornelius Coot (costruita da Paperone in Paperino e il maragià del Verdestan del 1952, in alcune versioni la statua si trova al centro del parco cittadino);
- il club dei miliardari, frequentato anche da Paperone e Rockerduck;
- la sede del Papersera, un quotidiano locale di proprietà di Paperone (comparso da Zio Paperone bianco papero[9] del 1970);
- il grattacielo sede del Grillo Parlante, l'importante quotidiano di Gedeone de' Paperoni;
- la cattedrale neogotica di Notre Duck o Notre Paper (da Zio Paperone e i misteri della cattedrale del 1965), anche questa ripresa dopo il 2000;
- il museo delle cere, ricco di riproduzioni di personaggi storici ma anche criminali e creature leggendarie. Presente in Paperino e il museo delle cere (1959) di Barks, in Paperinik torna a colpire[10] (1971) appartiene a Paperone che vi espone la raffigurazione del misterioso vendicatore.

Vanno poi citati il laboratorio e la casa di Archimede Pitagorico, la scuola frequentata da Qui, Quo e Qua, le case dei personaggi principali come Paperino e Paperina, la sede del club delle Giovani Marmotte. Per la loro ricorrenza nelle storie, siamo certi che a Paperopoli ci sono almeno un porto, un aeroporto, uno stadio, un museo archeologico, alcuni studi televisivi e cinematografici e una vasta zona industriale.
In periferia si trova il covo della Banda Bassotti, attualmente una sgangherata roulotte, mentre nei dintorni sorgono antichi edifici come Villa Rosa (il covo di Fantomius da Paperinik il diabolico vendicatore del 1969), il castello del Duca Pazzo e il castello delle tre torri. Più lontano, in prossimità del piccolo Quack River, affluente del Tulebug, sorge il borgo campestre di Quack Town (creato per la serie di Paperino Paperotto), nei pressi del quale si trova la fattoria di Nonna Papera.
Queste singole ambientazioni, che sono parti integranti della città come per esempio l'iconico deposito di Paperone, hanno avuto nel corso degli anni, da parte dei vari autori chiamati a disegnare le storie a fumetti, diverse interpretazioni che, ferme restando alcune caratteristiche rimaste costanti, hanno contribuito a imporre nell'immaginario collettivo alcuni aspetti della città, che sono divenuti anche oggetto di mostre e di saggi.. Nel 1996, con la serie PK - Paperinik New Adventures, sono stati introdotti altri luoghi caratteristici come la Ducklair Tower e il Duckmall Center.
Alcuni autori considerano Paperopoli la capitale dell'immaginario stato del Calisota. La scuola italiana di autori ha aggiunto di volta in volta elementi effimeri legati alla contingenza della singola storia come per esempio una copia in scala ridotta della Statua della Libertà posta su un'isola nella baia di Paperopoli in Paperino e l'eredità di Babe (1981).
Con il tempo la rappresentazione della città e dei suoi edifici (ma stesso discorso vale per Topolinia) si è aggiornata, passando dalle villette tipiche del Midwest che si trovano nelle storie degli inizi realizzate da Floyd Gottfredson e Carl Barks ad architetture più moderne e all'impianto urbanistico tipico di una metropoli, per quanto i quartieri residenziali in cui abitano i personaggi principali restino pressoché invariati.
Dal confronto con la reale geografia degli Stati Uniti, quella dei territori ove sorge l'immaginaria città di Paperopoli, nella versione di Carl Barks potrebbe verosimilmente corrispondere alla zona di Morro Bay tra San Francisco e Los Angeles, mentre in quella successiva di Don Rosa viene posizionata in corrispondenza della città di Eureka, nella contea di Humboldt, nel nord della California.

## Storia immaginaria
Alcuni autori, attraverso un certo numero di storie, hanno fornito elementi atti a definire una storia sulle origini e sul passato della città. La versione che dagli anni 2000 è generalmente condivisa sia nelle pubblicazioni danesi che in quelle italiane è quella formulata negli anni novanta da Don Rosa, che a sua volta si basava inizialmente sulle poche sporadiche informazioni fornite da Carl Barks.
Nell'area dove sorgerà Paperopoli, secondo Don Rosa corrispondente al territorio conosciuto con il nome di Nova Albion, nel 1579 il navigatore inglese Francis Drake fa erigere un forte che battezza Drake Borough.
Marco Gervasio nella sua saga sul ladro gentiluomo Fantomius ci mostra che, dell'equipaggio di Francis Drake, faceva anche parte il Duca Richard Quackett che rimase a Drake Borough dopo la partenza di Francis Drake con alcuni coloni. Il Duca, meglio conosciuto con l'appellativo di Duca Pazzo, diventò famoso oltre che per il suo carattere stravagante anche per essersi impossessato di parte del tesoro che Francis Drake doveva portare alla regina Elisabetta I e per aver fatto realizzare alcuni manieri sparsi per l'area. Per cercare di recuperare la parte del tesoro mancante e i preziosi volumi della biblioteca, Francis Drake fu costretto a tornare nuovamente a Drake Borough nel 1585. Ma il Duca Pazzo riuscì a nascondere il tesoro e far perdere le sue tracce.
Non riuscendo quindi a trovare né il tesoro né i volumi della biblioteca andati distrutti durante un attacco indiano al forte, il corsaro ritornò nuovamente in patria e non riuscì più a ritornare a Drake Borough in quanto morì di febbri durante uno dei suoi viaggi nel 1596.
Dopo la scomparsa del Duca Richard Quackett, i suoi tre manieri abbandonati caddero in rovina, e soprattutto il "castello del Duca pazzo" venne parzialmente distrutto nel 1800 dai coloni arrivati nella zona che utilizzarono le pietre per costruire nuove case. Nelle leggende popolari locali rimase solo il confuso ricordo di questo misterioso personaggio con l'appellativo di "Duca Pazzo".
Secoli dopo, il forte è ancora in mano a una manciata di britannici, che però di fronte all'avanzata spagnola lo vendono volentieri nel 1818 al colono Cornelius Coot, che lo rinomina Forte Paperopoli (Fort Duckburg). Coot costituisce poi, grazie al secondo emendamento, la milizia Truppe delle Marmotte (Woodchucks Militia) e con questo drappello difende la collina della fortezza dagli attacchi degli inglesi prima, e, successivamente, dagli indiani e dagli spagnoli.
Nella storia di La Tamaro e Cordana "Paperino e la corsa del Best Seller" sappiamo che presumibilmente poco tempo dopo, raggiunta una pace con gli indiani, Cornelius Coot ottenne in quella zona delle terre dal capo indiano Anatra che ride.
Nel 1830 nasce il figlio di Cornelius Coot, Clinton, che in seguito fonda le Giovani Marmotte (Junior Woodchucks), gruppo con il quale insegna ai giovani paperopolesi l'amore e il rispetto per la natura componendo un manuale grazie ai testi sopravvissuti dall'epoca di Drake, nientemeno che le trascrizioni degli scritti provenienti dall'antica Biblioteca di Alessandria. Sebbene statunitense, Paperopoli continua a godere di una certa autonomia, arrivando addirittura a possedere una propria ambasciata come uno Stato indipendente, ma non si sviluppa molto restando poco più che una borgata.
Nel 1899 il figlio di Clinton, Casey Coot, cede la proprietà del vecchio forte e dell'originario poggio di Paperopoli, chiamato collina Ammazzamuli, a un giovane Paperon de' Paperoni ancora cercatore d'oro, che secondo Don Rosa nel 1902 vi costruirà il suo famoso deposito di denaro (Money Bin) (in base alle storie di Barks invece il deposito sulla collina venne solo realizzato nel 1951, dopo che il pavimento dell'edificio monetario nella downtown, dove fino a quel momento Paperone aveva tenuto i suoi soldi, crollò); la collina viene ribattezzata Ammazzamotori quando la macchina con cui de' Paperoni tenta di scalarla cede e scivola indietro . Nel Novecento, anche grazie all'impulso economico dovuto agli investimenti del magnate, Paperopoli si trasforma da borgo agricolo in grande città industriale. Il "Forte Paperopoli", sede originaria delle Giovani Marmotte, il corpo eco-militare fondato da Clinton Coot, è stato successivamente ritrovato dagli oggi pluridecorati discendenti di Cornelius, Qui, Quo e Qua, salvandolo dalla distruzione cui era destinato nella "Falegnameria de' Paperoni".
Sempre in base alla saga di Marco Gervasio sulle imprese di Fantomius, ci viene mostrato che dal 1910 al 1930 a Paperopoli agisce il misterioso ladro gentiluomo Fantomius dietro la cui maschera si cela Lord John Lamont Quackett, un nobilpapero di origine anglo-francese che finge di essere inetto e pasticcione.
Durante il suo periodo di attività Fantomius, aiutato dalle sue compagne complici (prima Lady Senape, poi Dolly Paprika) e dal suo amico inventore Copernico Pitagorico (bisnonno di Archimede), compie innumerevoli e audaci furti sempre ai danni di ricchi concittadini, a volte anche con scopi filantropici.
Dalla stessa saga sappiamo che nel 1929-1930 approfittando della grande crisi economica, dell'assenza di Paperone e di Fantomius e facendo credere di aver sconfitto il ladro gentiluomo, riesce con l'inganno a prendere il potere a Paperopoli il perfido magnate sudafricano Cuordipietra Famedoro, per poi governarla in maniera dispotica inventando tasse e regole assurde per arricchirsi ai danni dei già impoveriti cittadini. Questo è sicuramente uno dei periodi più infelici e oscuri nella storia della città.
Forse a seguito della crisi economica mondiale e presumibilmente avendo avuto notizia della preoccupante situazione economico-sociale in cui si trovava soprattutto Paperopoli, Paperone decise di ritornare definitivamente in città alla fine del 1930 scoprendo che, nonostante la crisi (o forse grazie a questa), era diventato la persona più ricca del mondo.

## Personaggi
Elenco dei personaggi che vivono o interagiscono in storie ambientate a Paperopoli:

### Paperino
Paolino Paperino (Donald Duck) è un papero antropomorfo sfortunato, pigro, scansafatiche ma soprattutto molto irascibile e testardo, è fidanzato con Paperina e ha tre nipotini gemelli, Qui, Quo e Qua, avuti da sua sorella Della. Suo zio è Paperon de' Paperoni, il papero più ricco del mondo, per il quale si ritrova più volte (sebbene a suo malgrado) a dover svolgere commissioni importanti. Nonostante la sua irascibilità è comunque di buon cuore e ha anche diversi alter ego: i più noti sono Paperinik, un eroe mascherato sempre pronto a difendere Paperopoli dai malintenzionati (nonostante quest'identità segreta in origine sia nata come segno di vendetta da parte dello stesso Paperino verso lo zio Paperone e il cugino Gastone che non fanno altro che maltrattarlo e umiliarlo), e Paperino Paperotto, che altri non è che lo stesso Paperino da bambino, protagonista di una serie a fumetti ambientata nel borgo rurale di Quacktown.

### Qui, Quo e Qua
Qui, Quo e Qua (Huey, Dewey e Louie) sono tre giovani paperi gemelli, nipoti di Paperino. Sono figli di Della Duck, la sorella di Paperino. Vengono affidati da quest'ultima allo zio fin dalla loro prima apparizione dove si dimostrano dei veri e propri discoli, ma con il passare del tempo sono "maturati" a ragazzini diligenti e responsabili. Portano dei berretti e solitamente sono vestiti di rosso, blu e verde. Fanno parte delle Giovani Marmotte, scout sempre pronti a difendere la natura grazie alla sapiente guida del Gran Mogol. Appaiono in diverse serie animate tra cui DuckTales - Avventure di paperi, dove accompagnano il loro prozio Paperon de' Paperoni nei suoi viaggi d'affari e in altre avventure, in House of Mouse - Il Topoclub nel ruolo di musicisti e in Quack Pack, dove vengono raffigurati adolescenti e con delle personalità leggermente più distinte.

### Paperina
Paperina (Daisy Duck) è una papera antropomorfa fidanzata con Paperino, così come quest'ultimo anche lei ha tre nipotine gemelle, Emy, Ely ed Evy, figlie di una sorella. Paperina è gentile e premurosa ma dimostra anche di essere "tosta", nonché molto gelosa di Paperino; talvolta per convincerlo delle sue idee cerca di farlo ingelosire grazie a Gastone. Inoltre, sebbene tenda a lamentarsi dell'irascibilità del suo fidanzato, dimostra più volte di avere il suo stesso temperamento. Anche lei ha un alter ego mascherato, Paperinika.

### Paperon de' Paperoni
Paperon de' Paperoni (Scrooge McDuck) è lo zio scozzese di Paperino, nonché il papero più ricco del mondo. Protagonista della fortunata serie DuckTales - Avventure di paperi, è taccagno e misantropo, coinvolge controvoglia Paperino nelle sue imprese, e in certe occasioni anche Paperoga, tuttavia dimostra a volte di possedere un cuore d'oro e di essere molto legato ai suoi familiari. I suoi acerrimi nemici sono Cuordipietra Famedoro (il secondo papero più ricco del mondo), la Banda Bassotti, la fattucchiera Amelia e John D. Rockerduck. In Ducktales - Avventure di paperi ha un maggiordomo di nome Archie mentre nei fumetti di produzione italiana ne ha uno di nome Battista.

### Rockerduck
Rockerduck è il rivale in affari di Paperone nelle storie italiane dove sostituisce Cuordipietra Famedoro. Fa continuamente concorrenza a Paperone nel campo d'affari, perdendo quasi sempre e mangiandosi una bombetta in segno di rabbia. A differenza di Paperone e Cuordipietra non è diventato ricco, ma ha ereditato la propria fortuna dal padre. Inoltre, sempre a differenza di Cuordipietra, appare meno malvagio, dimostrando anche un certo rispetto verso Paperone e collaborando con lui in alcune occasioni. Ha un segretario che gli fa da spalla nelle sue losche imprese, ovvero Lusky.

### Archimede Pitagorico
Archimede Pitagorico (Gyro Gearloose) è un gallinaceo antropomorfo, conosciuto per essere il migliore inventore della città di Paperopoli, grande amico e inventore di fiducia di Paperon de' Paperoni, Paperino e gli altri parenti. Sarebbe l'unico personaggio a conoscere la vera identità segreta di Paperinik, se non fosse che assume regolarmente delle Car-Can (Caramelle Cancellin) che gli cancellano la memoria. Ha come assistente una lampadina antropomorfa da lui stesso costruita, di nome Edi, e un nipote di nome Newton Pitagorico, che è anch'egli un geniale inventore.

### Pico De Paperis
Pico De Paperis (Ludwig von Drake) è uno zio di Paperino di origine austriaca, scienziato plurilaureato e tuttologo, nonostante alcune delle sue trovate finiscano per causare guai.

### Cip e Ciop
Cip e Ciop (Chip 'n Dale) sono due scoiattoli striati esuberanti e burloni che vivono in un albero cavo vicino alla periferia di Paperopoli ma qualche volta si spingono in città o nella fattoria di Nonna Papera. Il loro nemico per eccellenza è Paperino, verso il quale adorano fare scherzi e dispetti, ma in alcune delle loro apparizioni animate (soprattutto nelle prime) si sono scontrati anche con Pluto, il cane di Topolino. In origine erano identici sia fisicamente che caratterialmente, ma successivamente si sono differenziati l'un l'altro: Cip è il più intelligente del duo nonché il capo, ha il naso nero e una voce acuta, Ciop invece è sciocco e bonario, ha due denti sporgenti, un grosso naso rosso e una voce più grave. I due diventano anche protagonisti della serie Cip & Ciop agenti speciali, dove assieme a un gruppo di amici, ovvero i topi Scheggia e Monterey Jack e il moscerino Zipper, lavorano in qualità di detective per aiutare gli innocenti e i bisognosi dalle forze del male.

### Banda Bassotti
Banda Bassotti (Beagle Boys) sono una gang di bassotti antropomorfi, famigerati rapinatori di Paperopoli e tra gli avversari più ricorrenti di Paperone (infatti tentano sempre, senza successo, di svaligiare il suo deposito). Il numero dei membri varia diverse volte da storia a storia, anche se in quelle italiane sono solitamente tre, portano una maschera nera e vestono con magliette rosse con matricole carcerarie scritte su targhette gialle, e dei berretti verdi. Nei fumetti vivono solitamente in una sgangherata roulotte. I membri più noti del gruppo sono Nonno Bassotto, il leader e il più anziano della banda, e Intellettuale-176, il bassotto più intelligente e acculturato.

### Paperetta Yè Yè
Paperetta Yè Yè è una nipote acquisita di Paperone, una giovane papera adolescente arrivata a Paperopoli dal remoto Klondike.

### Battista
Battista è il maggiordomo di Paperone nelle storie italiane, un cane antropomorfo alto, magro e stempiato che tende a lavorare molto duramente per il suo padrone, pur portando sempre tanta pazienza nei suoi confronti.

### Brigitta McBridge
Brigitta McBridge è una spasimante di Paperone, assillante e irriducibile, che vuole a tutti costi sposarlo. Inizialmente forse più interessata al denaro di Paperone che a lui stesso, il suo sentimento è con il tempo diventato sempre più solido. Quest'ultimo solo in rare occasioni dimostra una certa simpatia per lei, pur continuando a evitarla il più delle volte. In molte storie, pur di raggiungere i suoi obiettivi, si allea con Filo Sganga.

### Amelia
Amelia (Magica De Spell) è una papera antropomorfa nonché fattucchiera che abita in una casetta sul Vesuvio insieme al corvo Gennarino, conosciuta come "la fattucchiera che ammalia". Cerca sempre di impossessarsi della "Numero Uno" di Paperone, così da poterla fondere insieme ad altre monete degli uomini più ricchi del mondo per ottenere un amuleto che la renderà ricca. Nelle storie italiane è allergica all'aglio.

### Gastone Paperone
Gastone Paperone (Gladstone Glander) è il cugino fortunato di Paperino, arrogante, snob e antipatico. La buona sorte gli procura sempre tutto ciò di cui ha bisogno senza mai dover fare il minimo sforzo. Paperino non sopporta la sua fortuna e la sua arroganza, e Gastone adora irritarlo e per questo fa più volte la corte a Paperina per farlo ingelosire.

### Paperoga
Paperoga (Fethry Duck) è il bislacco cugino di Paperino, geniale strambo che ne combina sempre di tutti i colori. Nelle storie brasiliane ha un nipotino di nome Pennino e una fidanzata di nome Gloria, nonché un alter ego mascherato di nome Paper Bat. La prima apparizione animata è nel reboot di Ducktales uscito nel 2017.

### Nonna Papera
Nonna Papera (Grandma Duck) è la nonna di Paperino, Gastone, Paperoga e Qui, Quo e Qua. Vive con Ciccio in una fattoria in campagna e si fa aiutare da lui nei lavori agricoli, sebbene il nipote, per via della ingordigia e pigrizia incorreggibili, le procuri non pochi grattacapi. Abile cuoca, i suoi piatti sono apprezzati da tutti.

### Ciccio
Ciccio (Gus Goose) è il cugino di Paperino che vive in campagna insieme a Nonna Papera in qualità di suo garzone, comunque nullafacente in quanto pigro e ingordo.

### Dinamite Bla
Dinamite Bla (Hard Haid Moe) è un anziano signore dalla barba bianca che incarna lo stereotipo del tipico "contadinotto" americano. È un instancabile lavoratore, con una perfetta conoscenza della natura che sarebbe disposto a difendere anche con le armi. Dinamite è sempre in compagnia di Fiuto Joe, il suo cane.

### Emy, Ely ed Evy
Emy, Ely ed Evy (April, May e June) sono le tre nipoti gemelle di Paperina, create da Carl Barks nella storia Paperino e la filosofia flippista (1953) come controparte femminile dei nipoti di Paperino, Qui, Quo e Qua. Sono figlie di una non meglio identificata sorella di Paperina e visitano la zia con varia frequenza. Prive di nomi alla prima apparizione, in seguito riceveranno i nomi April, May e June, che hanno in comune il fatto di essere tutti e tre nomi di mesi (aprile, maggio e giugno) oltre che nomi propri di persona in lingua inglese; la traduzione italiana corrisponde alle abbreviazioni di Emiliana, Eleonora ed Evelina. Come Qui, Quo e Qua anche loro fanno parte di un gruppo di scout a organizzazione gerarchica, le Giovani Esploratrici, e inoltre vestono solitamente di tre colori diversi (celeste, verde chiaro e rosa, contro il blu, verde scuro e rosso dei nipoti di Paperino). Non compaiono nella serie DuckTales - Avventure di paperi, dove invece è presente la piccola Gaia, con la quale non devono essere confuse per quanto riguarda la serie originale, mentre negli ultimi episodi del reboot del 2017 questa si rivelerà essere proprio Emy (April).

### Anacleto Mitraglia
Anacleto Mitraglia (noto anche come Anacleto Faina) è un personaggio immaginario dei fumetti Disney ideato in Italia da Rodolfo Cimino e Giovan Battista Carpi; esordì nella storia "Paperino e le vacanze solitarie" pubblicata su Topolino n. 516 del 17 ottobre 1965. È il litigioso vicino di casa di Paperino. Successivamente venne modificato graficamente da Giulio Chierchini nella storia Paperino e il ferragosto al fresco pubblicata su Topolino n. 1497 del 5 agosto 1984, dove venne rinominato Anacleto Faina; benché siano considerati semplicemente due versioni dello stesso personaggio, alcune interpretazioni li considerano come due personaggi distinti. Esiste un personaggio simile, ideato da Carl Barks, noto come Mr. Jones. Graficamente viene rappresentato da Carpi come un uomo alto e magro, con i baffi e i capelli neri, una bombetta in testa. Caratterialmente è un attaccabrighe presuntuoso ed antipatico, che ricalca l'invenzione del barksiano Mr. Jones. Spesso, infatti, capita che alcuni giovani disegnatori italiani lo rappresentino con le stesse fattezze di Jones (vedi, per esempio, Lucio Leoni), pur se in realtà nella storia Paperino interagisce con Anacleto. Tra paci momentanee e guerre continue, i due convivono uno accanto all'altro, spesso devastando il quartiere e costringendo i nipotini a traslocare dalla nonna. Più volte i due rivali, nei loro scontri, adoperano macchine strane e futuristiche, di loro creazione. Da una storia del 1994 è emerso che le loro liti risalgono a quando Anacleto si trasferì a Paperopoli. Sia lui che Paperino divennero subito grandi amici e passavano molto tempo assieme. Un giorno decisero entrambi di partecipare assieme a una gara di sculture di neve, ma purtroppo la notte prima della premiazione entrambe crollarono e persero la gara. Paperino e Anacleto si diedero la colpa a vicenda in quanto entrambi sostenevano che la propria scultura era crollata per colpa dell'altra, da qui la loro amicizia si ruppe e cominciarono le liti senza fine che continuano ancora oggi. La casa dove abita è del capitano Jimmy Jones e la occupa quando l'ufficiale è via per lavoro. Tra i pochi artisti stranieri che si sono cimentati con Anacleto figura César Ferioli Pelaez che ha realizzato la storia "Paperino e il popolo Lira", sempre su testi di Cimino. Anacleto ha due nipoti che, in storie diverse, sono in classe con Qui, Quo e Qua: il più famoso è Anacardo, campioncino del rally. Il secondo è Rupert, il classico borioso e saccente primo della classe. Nella storia Paperino e il vicino (s)preferito, pubblicata su Topolino 3528, Bertani e Stabile stabiliscono il dualismo tra lui e Jones, l'altro storico vicino di Paperino: la casa è di Jones, e Anacleto vi abita solo quando il padrone dell'abitazione è via per mare essendo capitano di navi.

### Mr. Jones
Jimmy Jones, noto anche come Mr. Jones, il vicino di Paperino, è un personaggio ideato da Carl Barks come suo avversario nella vita quotidiana. Le loro giornate, infatti, sin da Paperino si comporta bene del luglio 1943, suo esordio su Walt Disney's Comics and Stories, passano a farsi dispetti, ognuno inventando un modo nuovo e complicato per rovinare la giornata dell'altro. Tra momenti di pace (rari) e frequenti bisticci (continui), i due vicini riescono a disturbare il vicinato e, spesso, a devastare anche l'intero quartiere. Usato soprattutto da Barks, trova qualche sporadica apparizione nelle storie di Don Rosa, mentre in quelle di produzione italiana è stato soppiantato dal più detestabile e sottile Anacleto Mitraglia. Infatti Jones, che secondo alcune storie di Barosso e De Vita, i quali ne presentano anche la madre, è un ammiraglio della marina (e quando si assenta per lavoro casa sua è affittata ad Anacleto Mitraglia), è un personaggio molto elegante (sempre con maglioni a V e cravatta), dal carattere altrettanto bizzoso rispetto a quello di Paperino. Ha avuto anche alcune sporadiche apparizioni per merito di Bob Foster e Giorgio Cavazzano, in Buon compleanno, Paperino!, in occasione dei sessant'anni del suo odiato vicino, e grazie a Fabio Michelini e Francesco Guerrini che hanno spesso preferito usare Jones per le sue scaramucce con il vicino. È anche apparso in alcune storie per i quotidiani, a opera di Bob Karp e Al Taliaferro. Jones compare anche nella seconda stagione di DuckTales come il burbero terapista della gestione della rabbia di Paperino e in tale occasione viene doppiato in inglese da James Adomian e in italiano da Alessandro Budroni.

### Malachia
Malachia (Tabby) è un personaggio creato da Dick Kinney e Al Hubbard come gatto domestico di Paperino. In Italia ha esordito sul n. 453 di Topolino, nella storia Paperino e il fanatico igienista. Dotato di una forte personalità, ha un controverso rapporto con Paperoga, sbilanciato verso l'odio reciproco. A un certo punto, tuttavia, pare essere stato ceduto da Paperino proprio a Paperoga. Ricorrente nelle storie dei suoi creatori -e soprattutto di Tony Strobl- e della tradizione americana, è ormai inutilizzato sulle pagine di Topolino, se non per le storie con il nipote di Paperoga, Pennino. Ha il pelo di colore beige e passa le sue giornate a sonnecchiare su un cuscino. È apparso per l'ultima volta nel 2005, in una storia in cui voleva diventare un attore in uno spot, per poi rifare un cameo dopo dieci anni nella storia a fumetti del 2015 "Paperino e l'idolo acquatico" di Francesco Artibani e Silvio Camboni pubblicata all'interno del numero 3087 di Topolino. Spesso disegnato color arancione, tigrato di rossiccio e il petto bianco. È anche raffigurato sempre a caccia di pesci.

### Filo Sganga
Filo Sganga venne ideato dal cartoonist veneziano Romano Scarpa, è apparso per la prima volta nella storia Zio Paperone e il ratto di Brigitta su Topolino n. 272 del 12 febbraio 1961. Sganga è un tacchino intrallazzatore sempre in cerca di grandi affari, e sempre disposto a creare imprese strampalate e spesso fallimentari. Ha fatto suo il motto «Gli affari sono affari», rendendosi protagonista di imprese ed avventure che spesso, almeno in partenza, sembrano destinate ad andare per il giusto verso. Sganga vuole soprattutto emulare il successo di Paperon de' Paperoni, motivo per cui spesso lo spia o cerca di carpirne i piani. A separare i due è invero una sensibile differenza di mentalità: Sganga ricerca infatti un arricchimento facile e immediato, senza passare per i sacrifici con cui il vecchio miliardario ha costruito la sua fortuna. Qualche volta, tuttavia, riesce a fare centro grazie alla sua spavalderia e al suo "pensare positivo". Collabora spesso con Brigitta, con la quale si imbarca in imprese di varia natura, anche se lo scopo di Brigitta, in questi casi, resta quello di interessare e avvicinare il suo amato Paperone. Tra il 2002 e il 2008, sul settimanale della Disney Italia Topolino, viene realizzata una serie dal titolo Premiata ditta Filo&Brigitta, di vari autori Disney, in cui si narrano le imprese della coppia nella città di Paperopoli, spesso in concorrenza con le attività di Paperon de' Paperoni. Nella storia Filo & Brigitta e la rimpatriata degli Sganga (Topolino 2814, 3 novembre 2009) si mostrano per la prima volta i parenti di Filo: Filomena Sganga, Filottete Sganga, Fildiferro Sganga e Filigrana Sganga, di cui i nomi sono evidenti trasformazioni del nome Filo. Nella pagina iniziale vengono presentati come manager di successo, ma alla fine, come dice Filottete, «Noi Sganga siamo bravi ad avviare grandi affari, ma siamo insuperabili nel mandarli a monte in breve tempo». I parenti di Filo vengono da Sgangatown.

### Miss Emily Paperett
Miss Emily Paperett (Miss Emily Quackfaster, Mrs. Featherby nella serie televisiva DuckTales - Avventure di paperi, a volte anche Miss Typefast, soprattutto nelle pubblicazioni Egmont) è un personaggio creato da Carl Barks nel 1961, in Zio Paperone e la fattucchiera, storia in cui esordisce anche il personaggio di Amelia. Da sempre conosciuta come Miss Paperett, il suo nome di battesimo, Emily, è stato sancito da Don Rosa, secondo cui è stata assunta come segretaria nel 1908 dalle sorelle di zio Paperone, al quale è rimasta fedele per molti anni. Dal fisico tozzo, porta i capelli legati all'indietro, anche come coda di cavallo ed indossa gli occhiali. Almeno questa ne è la caratterizzazione barksiana, alla quale si mantengono fedeli gli autori americani e danesi. Al contrario, la scuola italiana, a parte eccezioni come Guido Scala, presenta una Miss Paperett più alta e con i capelli biondi (quindi evidentemente anche più giovane).

### Lusky
Lusky è il segretario di Rockerduck, al quale fa anche da autista, possiede una laurea in marketing. Lusky, come suggerisce il nome (per l'assonanza con «losco»), è un individuo poco onesto, sempre pronto a seguire il capo nei suoi loschi piani. È molto legato al suo principale, tanto da ingelosirsi quando qualcuno, sia esso Paperino o Amelia, lo scalza dal ruolo di assistente di Rockerduck. Pur potendo vantare una discreta presenza nelle storie con il suo principale, non è un personaggio molto importante: ogni tanto combina pasticci che fanno fallire i piani del miliardario, ma in genere ha un ruolo abbastanza marginale nelle storie incentrate sulla rivalità Paperone-Rockerduck. Si limita a seguire e spalleggiare il principale, fino a quando nel finale gli tocca porgergli l'ennesima bombetta da mangiare, in seguito all'ennesima sconfitta. Tuttavia in alcune storie, insieme al maggiordomo di Paperone Battista, con cui ha un rapporto di amicizia, viene elevato a protagonista. Il nome con cui è stato ribattezzato nei Paesi anglosassoni, Jeeves, è omaggio al celebre Jeeves letterario.

### Edi

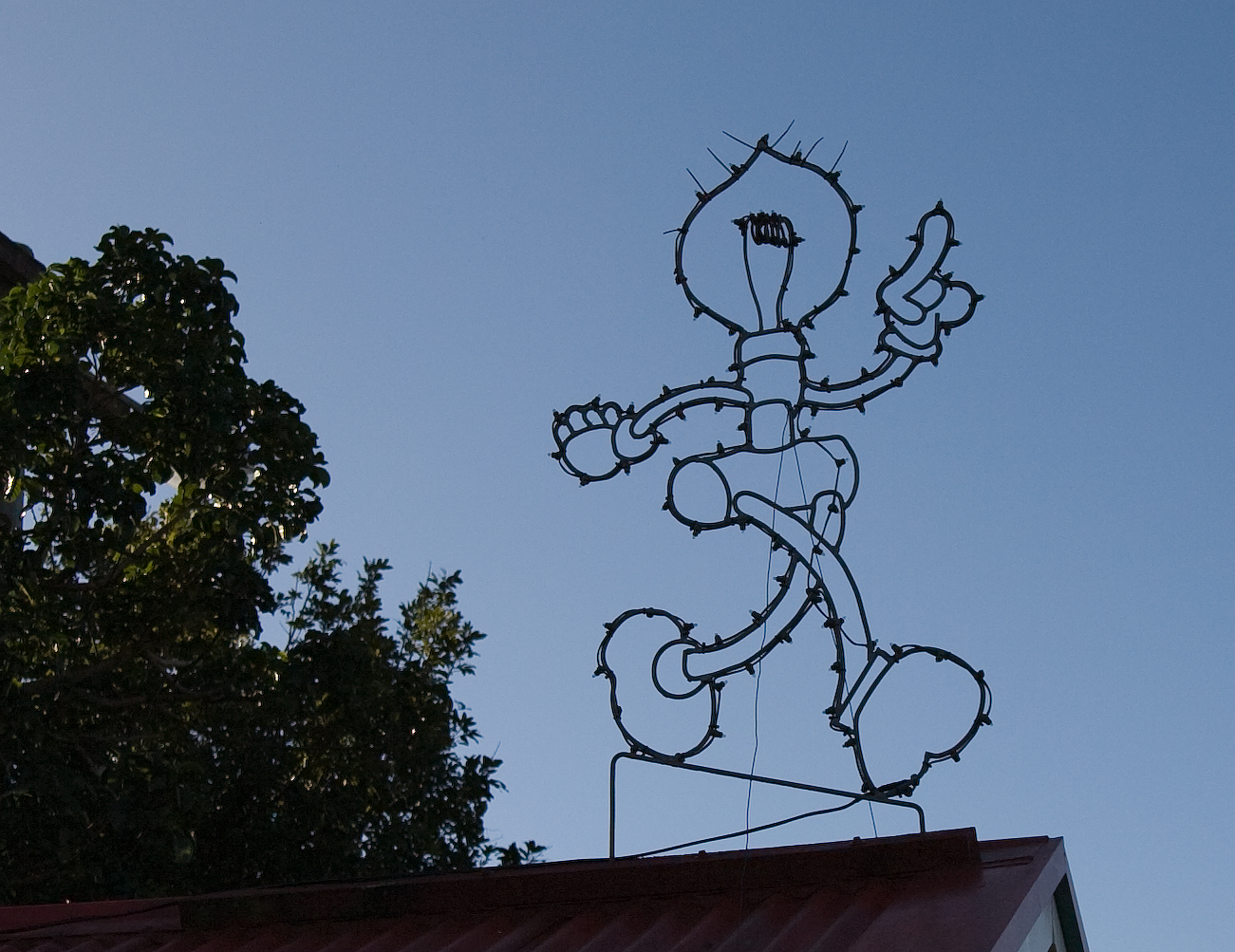
Una scultura raffigurante Edi

Edi (in originale Little Helper, o Gyro's Helper o semplicemente Helper) è l'assistente robotico di Archimede Pitagorico, e quindi fa parte a pieno titolo della banda Disney. È un altro dei personaggi creati dalla fervida mente di Carl Barks, che l'ha introdotto nella storia Archimede Pitagorico e il traducigatti del 1956. Il suo aspetto è quello di un robottino con una lampadina come testa: il nome italiano, probabilmente ideato da Guido Martina, è un omaggio all'inventore Thomas Edison. Negli Stati Uniti, invece, viene semplicemente chiamato Helper, aiutante. Non parla, ma emette solamente ronzii comprensibili solo dai componenti della banda Disney; è molto esperto, ma spesso ha la testa tra le nuvole, e perde rapidamente l'attenzione fermandosi magari a guardare un'ape o qualunque cosa in movimento. Quando, infatti, per motivi di abbonamenti postali, la Western propose una serie di storie brevi con Archimede, realizzate da Barks, il cartonista dell'Oregon spesso realizzava delle vere e proprie avventure parallele per Edi, che spesso mettevano sullo sfondo l'azione principale del suo capo. Infine le origini di Edi ci vengono raccontate per ben due volte: la prima dalla coppia di artisti italiani Nino Russo-Sandro Del Conte, in Archimede e la nascita di Edi, quindi nella versione ritenuta ufficiale, ad opera di Don Rosa: La prima invenzione di Archimede. Concepita come il seguito di Paperino e il ventino fatale, la storia di Rosa ci racconta come, per puro caso, dalla lampada da notte di Paperino, casualmente caduta nel prototipo della scatola pensante, Archimede riesca ad ottenere il suo geniale aiutante Edi. Quindi, nonostante l'esordio editoriale sia del 1956, secondo Don Rosa la creazione del suo aiutante risale al periodo tra il Natale del 1952 e l'inizio del 1953. Nelle storie di produzione italiana Edi non solo è l'unico aiutante di valore per Archimede, ma è anche l'unico in grado di comprendere il corretto funzionamento delle sue invenzioni e di trovarne i punti deboli. In un paio di occasioni Edi ha anche vestito un costume miniaturizzato di Paperinik, facendo da aiutante per l'eroe paperopolese. In Archimede e l'Edidue, di Nino Russo e Danilo Barozzi, pubblicata su Topolino n. 2559 del 14 dicembre 2004, Archimede crea un nuovo aiutante (una specie di fratellino di Edi), utilizzando un chip comportamentale, che però risulta montato male, creando alcuni spiacevoli inconvenienti. Risolto il problema, Archimede regalerà il robottino ad una cliente.

### Chiquita
Chiquita (Clara Cluck) appare per la prima volta in La capanna dello zio Tom (1933): fisicamente assomiglia molto alla gallina del successivo La gallinella saggia (1934), che però ufficialmente non ha un nome; la somiglianza è accentuata dal fatto che i personaggi erano entrambi doppiati da Florence Gill. Nei cartoni animati ha spesso il ruolo di cantante d'opera. Nei fumetti italiani, pur non essendo un personaggio molto ricorrente, è in genere ritratta come grande amica di Paperina e Miss Paperett: si vedono spesso andare insieme a fare shopping, condividere un lavoro o un viaggio oppure recarsi al club delle ragazze. Il nome italiano, del tutto diverso da quello originale, è frutto di un errore di traduzione nel corso della pubblicazione italiana della prima storia a fumetti che la vede protagonista, Panchito e la bella Chiquita (Gli Albi di Topolino nº 30 del 1949): nella versione originale di questa storia il suo partner Panchito Pistoles le si rivolge appellandola chiquita, ossia "ragazzina, fanciulla"; il traduttore confuse il termine con il nome proprio del personaggio e da questo equivoco nacque il suo nome italiano.

### Gran Mogòl
Il Gran Mogòl è il capo delle Giovani Marmotte, di cui fanno parte anche Qui, Quo e Qua. Nelle storie realizzate in Italia per la testata GM - Giovani Marmotte, nel quale viene disegnato con un aspetto abbastanza diverso da quelle pubblicate in precedenza, il suo nome è Bertie McGoose. È audace, ma ha il terrore del volo. Veste con una giacca rossa e un cappello marrone. Generalmente ritratto come un papero alto e robusto, ha un carattere severo, che risponde all'autorità della sua figura presso le Giovani Marmotte, ma generalmente tratta i suoi sottoposti con giustizia ed equità. Per grado è inferiore solo al Grandissimo Mogòl e all'Arci-Mogòl, che è il più alto grado gerarchico nelle Giovani Marmotte. Nel racconto Le Giovani Marmotte e una balena da salvare (titolo originale Whale of a Good Deed), ottobre 1970, il termine Mogòl diventa l'acronimo M.O.G.O.L. con il significato di Magnifico Onorevole Generale Onnipresente Lottatore.

### Bum Bum Ghigno
Bum Bum Ghigno venne ideato da Corrado Mastantuono e la sua prima apparizione risale al 1997, con la storia Paperino e la macchina della conoscenza, pubblicata su Topolino nº 2172. In questa storia, al contrario delle seguenti, Bum Bum appare scorretto e arrogante e ricopre il ruolo di antagonista di Paperino, mentre nelle storie successive avrà una caratterizzazione più gentile, mansueta e altruista. Di professione imbianchino, di fatto un pasticcione, abita a Paperopoli come anche i suoi migliori amici, Paperino e Archimede Pitagorico, con i quali passa molte ore nel bar di Poldo Crochetta a bere tamarindo. Nella storia Bum Bum e l'Imbianchino Mascherato pubblicata in Topolino nº 2525 dell'aprile 2004, Bum Bum racconta ad Archimede di come alcuni anni prima, stanco per il troppo crimine, decise di diventare un supereroe chiamato "Imbianchino Mascherato", impegnato nella battaglia contro le piccole ingiustizie quotidiane. Nella storia compare per caso anche Paperinik preso come modello imitativo dello scalcinato Imbianchino Mascherato. Il personaggio compare nuovamente nella storia Paperinik e il ritorno de l'Imbianchino Mascherato pubblicata su Topolino nº 2904 di luglio 2011 e in Paperinik e la vendetta di Mad Ducktor, pubblicata su Topolino nº 3033.

### Gloria
Gloria è la fidanzata di Paperoga. Ha i capelli biondi, lisci e piuttosto lunghi, e indossa un vistoso paio di occhiali dalle lenti tonde. Spesso porta una bandana rossa legata intorno ai capelli. Il suo alter ego è Farfalla Purpurea, una supereroina che appartiene al Club dei supereroi. Appare per la prima volta nella storia Reporter nel caos, pubblicata in Brasile su Zé Carioca n. 1099, ripubblicata in Italia solo nel 2020.

### Bolivar
Bolivar, in italiano chiamato anche Flo-Flo, Gargantua, Bernardo e Tamerlano, è il gigantesco sambernardo di Paperino che lo accompagna in alcune sue avventure, in cui combina molti danni. L'ingombrante animale comparve, con il nome "Toliver", nei cortometraggi del 1936 Topolino alpinista e Gattini in festa, poi, con il nome "Ronnie", in Il cucciolo rapito e La trappola dei cactus. Fu poi riutilizzato dal suo ideatore Al Taliaferro per le strisce quotidiane (a partire dal 17 marzo 1938) e le tavole domenicali, ribattezzandolo "Bolivar", nome che per un certo tempo fu cambiato in "Bornworthy" nel timore di offendere la suscettibilità di lettori sudamericani che potevano ritenere il nome lesivo del prestigio del rivoluzionario ottocentesco Simón Bolívar. Fu utilizzato sporadicamente anche da altri autori come Carl Barks, che lo introdusse nella storia del 1947 Paperino e il gatto infernale. Dopo alcuni decenni in cui vide rarefarsi le sue apparizioni nelle storie a fumetti tornò a essere usato in modo più o meno regolare negli anni Novanta, nelle storie sia di produzione estera che italiana, tra le quali Paperi e cani - Bolivar, su Topolino n. 2248 del 28 dicembre 1998 (testi di Fabio Michelini, disegni di Valerio Held), in cui Paperino spiega che Bolivar gli fu mandato in vacanza, anni prima, dalla zia Clodovilde per poi riprenderselo; qui con Bolivar compare anche la sua numerosa e scalmanata cucciolata. In totale è apparso in 547 storie pubblicate in cinquanta Paesi.

## Influenza culturale
- Paperopoli è citata dal cantautore italiano Max Manfredi nella canzone "Sottozero", contenuta nell'album Le parole del Gatto pubblicato nel 1990.
- Mostra "Zio Paperone e i segreti del deposito", presso WOW Spazio Fumetto di Milano dal 13 giugno al 27 settembre 2015.[7]
- Paperopoli viene omaggiata anche dai Vazza Nikki in una cover di  Tubthumping (I get knocked down) dei Chumbawamba.[42]